# Хадисия
Хадисия (др.греческий: Χαδισία), также Хадисий или Хадисиос (Χαδίσιος), был городом древнего Понта, недалеко от побережья на одноимённой реке. Гекатей, которого цитирует Стефан Византийский, говорит о Хадисии как о городе левкосирийцев, то есть из группы, которую персы называли каппадокийцами; и он говорит: «Равнина Фемискира простирается от Хадисии до Термодона». Менипп Гадарский в своем «Перипле двух Понтов», также цитируемом Стефаном, говорит: «От Ликаста до деревни и реки Хадисия 150 стадий, а от Хадисия до реки Ирис 100 стадий».
Туаллагов А.А ссылаясь на Л.А Ельницкого предполагает, что кадусии (гелы) имели киммерийское или сарматское происхождение. Необходимо обратить внимание на то, что, видимо уже для V века до нашей эры может быть отмечено наличие одних и тех же племенных имен на восточном и западном Кавказе. И там и тут мы находим не только будинов и гелонов, но также и кадусиев, имя которых звучит несомненно в наименовании поселения (и реки) Хадисия близ Темискиры, в области лейкосиров и амазонок. Пункт с этим именем известен ещё Гекатею, а также и Ферекиду. Известна и одноимённая амазонка, в качестве эпонима этого города. Нахождение названного имени в области амозонок и лейкосиров указывает на киммерийскую или савроматскую принадлежность племени гелов-кадусиев. Пункт Хадас в западной Армении на дороги из Артаксаты в Саталу, известный позднеримским географам, свидетельствует о долговременном бытовании имени кадусиев на западном Кавказе.

## Название
Название города происходит от имени племени кадусиев.